# Mostowlany (rejon lidzki)
Mostowlany (biał. Мастаўляны, Mastaulany; ros. Мостовляны, Mostowlany) – wieś na Białorusi, w obwodzie grodzieńskim, w rejonie lidzkim, w sielsowiecie Bielica.

## Historia
W XIX i w początkach XX w. położone były w Rosji, w guberni wileńskiej, w powiecie lidzkim, w gminie Bielica. Należały wówczas do książąt Wittgensteinów.
W dwudziestoleciu międzywojennym leżały w Polsce, w województwie nowogródzkim, w powiecie lidzkim, w gminie Bielica. W 1921 miejscowość liczyła 370 mieszkańców, zamieszkałych w 72 budynkach, w tym 234 Polaków, 119 Białorusinów i 17 osób innej narodowości. 361 mieszkańców było wyznania prawosławnego i 9 rzymskokatolickiego.
Po II wojnie światowej w granicach Związku Sowieckiego. Od 1991 w niepodległej Białorusi.